# 雲仙市立雲仙小学校
雲仙市立雲仙小学校（うんぜんしりつ うんぜんしょうがっこう）は長崎県雲仙市小浜町雲仙にあった公立小学校。略称は「雲仙小」（うんぜんしょう）。
2020年（令和2年）3月末に閉校し、雲仙市立小浜小学校に統合された。

## 概要
歴史
1887年（明治20年）に簡易富津小学校分教室」として創立。2012年（平成24年）に創立125周年を迎えた。
教育目標
「考える子・思いやる子・きたえる子」
校章
校歌
作詞・作曲ともに小坂井啓次郎による。歌詞は2番まであり、両番に校名の「雲仙」が登場する。
校区
雲仙市小浜町の「小地獄、新湯、寺ノ馬場、古湯、別所」地区。
中学校区は雲仙市立小浜中学校。

## 沿革
- 1887年（明治20年）4月 - 前年の小学校令の公布により、「簡易富津小学校分教室」が湯ノ里庚[3]377番地に設置される。 初代校長は松尾梅治。
- 1889年（明治22年）4月1日 - 町村制の施行により、小浜村立の小学校となる。
- 1893年（明治26年）1月24日 - 富津小学校から分離の上、尋常科（修業年限4年）を設置し、「温泉尋常小学校」（温泉の読みは「うんぜん」）に改称。
- 1898年（明治31年）- 湯ノ里庚320番18号に校舎を新築し移転を完了。
- 1905年（明治38年）- 湯ノ里庚377番地に校舎を新築し移転を完了。
- 1908年（明治41年）4月 - 小学校令の改正により、義務教育期間が尋常科4年から尋常科6年に延長されたため、尋常科5・6年を新設。2教室を増築。
- 1924年（大正13年）4月1日 - 町制施行により小浜町が発足。これにより小浜町立の小学校となる。
- 1927年（昭和2年）9月13日 - 暴風により校舎が倒壊。社務所を仮校舎とする。
- 1928年（昭和3年）- 校舎を改築。
- 1938年（昭和13年）4月1日 - 高等科を併置し、「雲仙尋常高等小学校」（尋常科6年・高等科2年）に改称。
- 1941年（昭和16年）4月1日 - 国民学校令により、「小浜町雲仙国民学校」に改称。従来の尋常科を初等科に改称（初等科6年・高等科2年）。
- 1947年（昭和22年）
  - 4月1日 - 学制改革（六・三制の実施）が行われる。
    - 旧・雲仙国民学校の初等科が改組され、「小浜町立雲仙小学校」（修業年限6年）となる。
    - 旧・雲仙国民学校の高等科および青年学校普通科が改組され、小浜町立雲仙中学校（新制中学校、修業年限3年）が発足。
      - 中学校は仮校舎完成までの間、一乗院宝物館を校舎とする。

  - 12月 - 湯ノ里庚389番地に仮校舎1棟が完成。
- 1950年（昭和25年）- 校舎3教室を増築。
- 1954年（昭和29年）- 湯ノ里庚377番地に校舎1棟を増築。
- 1961年（昭和36年）- 札ノ原（現在地）に鉄筋コンクリート造の新校舎が完成。
- 1962年（昭和37年）- 特別教室が完成。
- 1966年（昭和41年）- 体育館が完成。
- 1976年（昭和51年）- プールが完成。
- 2005年（平成17年）10月11日 - 雲仙市の発足により、「雲仙市立雲仙小学校・中学校」に改称。
- 2008年（平成20年）3月31日 - 併設の雲仙市立雲仙中学校が廃止され雲仙市立小浜中学校に統合される。これにより、小学校単独校となる。
- 2020年（令和2年）
  - 2月16日 - 閉校記念式典を挙行[1]。
  - 3月31日 - 雲仙市立小浜小学校への統合により、閉校[1]。

## 交通アクセス
最寄りのバス停
- 島鉄バス 「札の原」バス停

最寄りの国道
- 国道57号（雲仙道路）「雲仙小学校前」交差点
- 国道389号（島原街道）